# André Galiassi
André de Sousa Galiassi, mais conhecido como André Galiassi, (São Paulo, 22 de agosto de 1980) é um ex-futebolista brasileiro que atuava como zagueiro. Encerrou sua carreira no Concordia Chiajna da Romênia. Depois de muito sofrimento com uma Tendinite no Tendão de Aquiles.
Foi campeão na Bolívia e na Romênia. André estreou na primeira divisão romena em 24 de fevereiro de 2007 marcando um gol, o que não é comum a um estreante. Depois das boas performances nos jogos da UEFA apareceram rumores de sua possível transferência para a Primeira Liga da Rússia ou Grécia.

## Títulos
Club Bolivar
- Campeonato Boliviano: 2006 (Clausura)[1]

CFR Cluj
- Campeonato Romeno: 2007–08[1]
- Copa da Romênia: 2007–08, 2008–09